# Кларк, Ранза
Ранза Кларк (англ. Ranza Clark; род. 13 декабря 1961, Калгари, Альберта), в замужестве Буало (фр. Boileau) — канадская легкоатлетка, специалистка по бегу на средние дистанции. Выступала за сборную Канады по лёгкой атлетике в 1980-х годах, чемпионка Панамериканских игр в дисциплине 1500 метров, чемпионка Канады в дисциплине 800 метров, участница летних Олимпийских игр в Лос-Анджелесе.

## Биография
Ранза Кларк родилась 13 декабря 1961 года в Калгари, Альберта.
Занималась лёгкой атлетикой во время учёбы в Орегонском университете, в составе университетской команды успешно выступала на различных студенческих соревнованиях, в частности в 1983 году в беге на 1500 метров выиграла серебряную медаль чемпионата Национальной ассоциации студенческого спорта (NCAA).
В 1983 году вошла в состав канадской сборной и выступила на Панамериканских играх в Каракасе — в беге на 800 метров завоевала серебряную награду, уступив в финале только кубинке Нери Маккин, тогда как в беге на 1500 метров с личным рекордом 4:14.18 одержала победу.
Благодаря череде успешных выступлений в 1984 году удостоилась права защищать честь страны на летних Олимпийских играх в Лос-Анджелесе — в программе 800 метров сумела дойти до стадии полуфиналов.
В 1989 году в дисциплине 800 метров стала чемпионкой Канады, отметилась победой на турнире в Юджине, в то время как на международном старте в Кёльне установила свой личный рекорд — 2:03.10.
В 1990 году бежала 800 метров на Играх Содружества в Окленде, в финал не вышла. Также в этом сезоне заняла шестое место на международном турнире DN Galan в Стокгольме.